# خانق (تضاريس)

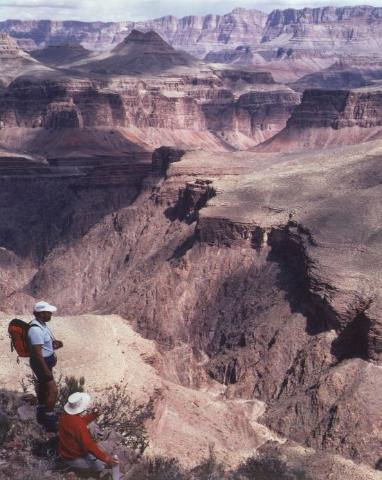
الخانق العظيم بأريزونا

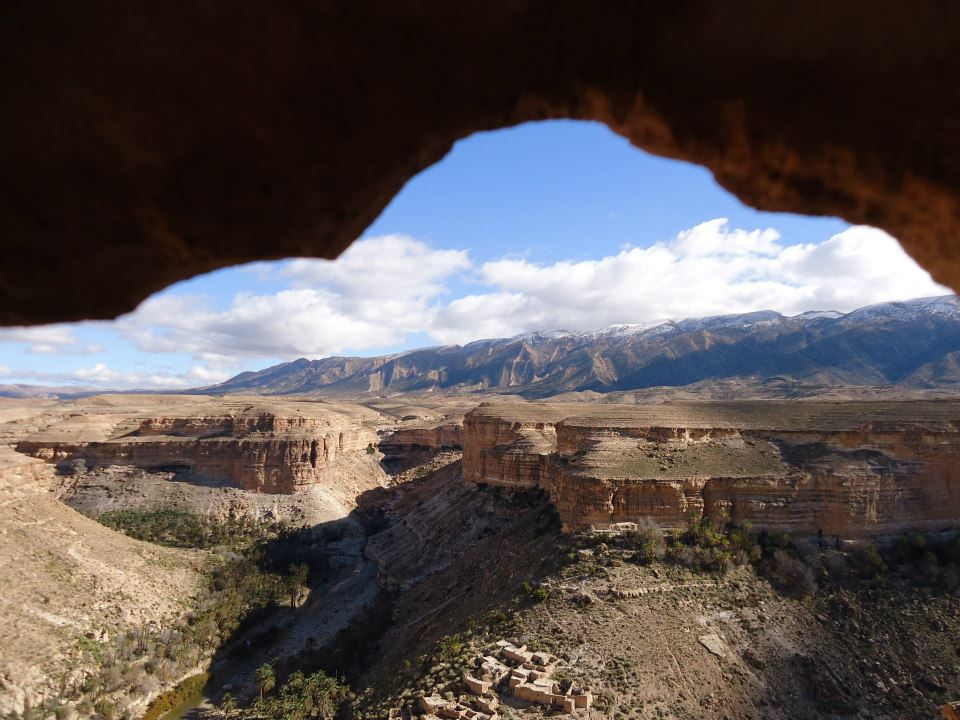
مضيق غوفي بالجزائر

الخانق أو الأخدود ويعني الوادي العميق أو الخور العميق، مجرى النهر الذي يلتقي جداره فيكون بلا بطن، أي أن مقطعه العرضي يشبه حرف V اللاتيني.
تتكون معظم الخوانق من صيرورة طويلة الأمد يَحُتُّ فيها جريان ماء الأنهار الصخور ابتداء من مستوى هضبة أو من مستوى الإنحدار، وتتكون جدرانها من صخور أشد صلابة وبالتالي أكثر مقاومة للحت. تتكون جدران الخانق عادة من الصخر الرملي الصلب أو الجرانيت.
تنتشر الخوانق في المناطق الجافة أكثر من الرطبة لأن التجوية تلعب دورا أكبر في المناطق الجافة.
كما تتكون الخوانق تحت سطح البحر عادة عند مصبات الأنهار.
من أشهر أمثلة الخوانق نجد:
- الخانق العظيم في ولاية أريزونا بالولايات المتحدة، والذي يُعد أحد أضخم الخوانق وأشهرها عالميًا.
- خانق وادي تارا [الإنجليزية]
 في الجبل الأسود، وهو أعمق خانق في أوروبا.
- خانق كولكا في بيرو، الذي يُعد من أعمق الخوانق في العالم.

توجد الخوانق على كواكب غير الأرض أيضا، مثل وادي مارينر على سطح المريخ الذي يعد أكبر خانق معروف في النظام الشمسي.

## اقرأ أيضا
- خانق بليد ريفر
- الخانق العظيم